# China Open 2023 - Qualificazioni singolare femminile
Le qualificazioni del singolare femminile del China Open 2023 sono state un torneo di tennis preliminare per accedere alla fase finale della manifestazione. Le vincitrici dell'ultimo turno sono entrate di diritto nel tabellone principale. In caso di ritiro di una o più giocatrici aventi diritto a queste sono subentrati le lucky loser, ossia le giocatrici che hanno perso nell'ultimo turno ma che avevano una classifica più alta rispetto alle altre partecipanti che avevano comunque perso nel turno finale.

## Teste di serie
1. Peyton Stearns (qualificata)
2. Katie Boulter (qualificata)
3. Leylah Fernandez (primo turno)
4. Mirra Andreeva (qualificata)
5. Bernarda Pera (primo turno)
6. Lucia Bronzetti (ultimo turno)
7. Rebeka Masarova (primo turno)
8. Elina Avanesjan (ultimo turno)

1. Magdalena Fręch (qualificata)
2. Julija Putinceva (qualificata)
3. Clara Tauson (ritirata)
4. Kamilla Rachimova (ultimo turno)
5. Yanina Wickmayer (ultimo turno)
6. Cristina Bucșa (ultimo turno)
7. Anna Kalinskaja (ultimo turno, ritirata)
8. Aljaksandra Sasnovič (primo turno)

## Qualificate
1. Peyton Stearns
2. Katie Boulter
3. Eva Lys
4. Mirra Andreeva

1. Magdalena Fręch
2. Ashlyn Krueger
3. Kateryna Baindl
4. Julija Putinceva

## Tabellone

### Legenda
| - Q = Qualificato - WC = Wild card - LL = Lucky loser | - ALT = Alternate - SE = Special Exempt - PR = Protected Ranking | - w/o = Walkover - r = Ritirato - d = Squalificato |

### Sezione 1
|  | Primo turno | Primo turno          | Primo turno        | Primo turno | Primo turno |  |  | Ultimo turno | Ultimo turno   | Ultimo turno   | Ultimo turno | Ultimo turno |  |
|  |             |                      |                    |             |             |  |  |              |                |                |              |              |  |
|  | 1           | Peyton Stearns       | Peyton Stearns     | 6           | 6           |  |  |              |                |                |              |              |  |
|  |             | Anna-Lena Friedsam   | Anna-Lena Friedsam | 2           | 1           |  |  | 1            | Peyton Stearns | Peyton Stearns | 6            | 6            |  |
|  | Alt         | Laura Pigossi        | 0                  | 7           | 6           |  |  | Alt          | Laura Pigossi  | Laura Pigossi  | 1            | 1            |  |
|  | 16          | Aljaksandra Sasnovič | 6                  | 64          | 4           |  |  |              |                |                |              |              |  |

### Sezione 2
|  | Primo turno | Primo turno       | Primo turno   | Primo turno | Primo turno |  |  | Ultimo turno | Ultimo turno      | Ultimo turno      | Ultimo turno | Ultimo turno |  |
|  |             |                   |               |             |             |  |  |              |                   |                   |              |              |  |
|  | 2           | Katie Boulter     | Katie Boulter | 6           | 6           |  |  |              |                   |                   |              |              |  |
|  | WC          | Bai Zhuoxuan      | Bai Zhuoxuan  | 2           | 2           |  |  | 2            | Katie Boulter     | Katie Boulter     | 6            | 6            |  |
|  |             | Emina Bektas      | 6             | 1           | 65          |  |  | 12           | Kamilla Rachimova | Kamilla Rachimova | 1            | 1            |  |
|  | 12          | Kamilla Rachimova | 3             | 6           | 7           |  |  |              |                   |                   |              |              |  |

### Sezione 3
|  | Primo turno | Primo turno      | Primo turno      | Primo turno | Primo turno |  |  | Ultimo turno | Ultimo turno   | Ultimo turno   | Ultimo turno | Ultimo turno |  |
|  |             |                  |                  |             |             |  |  |              |                |                |              |              |  |
|  | 3           | Leylah Fernandez | Leylah Fernandez | 4           | 3           |  |  |              |                |                |              |              |  |
|  | Alt         | Eva Lys          | Eva Lys          | 6           | 6           |  |  | Alt          | Eva Lys        | Eva Lys        | 6            | 6            |  |
|  |             | Kayla Day        | 6                | 2           | 1           |  |  | 14           | Cristina Bucșa | Cristina Bucșa | 2            | 1            |  |
|  | 14          | Cristina Bucșa   | 2                | 6           | 6           |  |  |              |                |                |              |              |  |

### Sezione 4
|  | Primo turno | Primo turno      | Primo turno      | Primo turno | Primo turno |  |  | Ultimo turno | Ultimo turno    | Ultimo turno | Ultimo turno | Ultimo turno |  |
|  |             |                  |                  |             |             |  |  |              |                 |              |              |              |  |
|  | 4           | Mirra Andreeva   | Mirra Andreeva   | 6           | 6           |  |  |              |                 |              |              |              |  |
|  |             | Kimberly Birrell | Kimberly Birrell | 3           | 4           |  |  | 4            | Mirra Andreeva  | 6            | 3            |              |  |
|  | WC          | You Xiaodi       | 6                | 4           | 5           |  |  | 15           | Anna Kalinskaja | 0            | 1            | r            |  |
|  | 15          | Anna Kalinskaja  | 4                | 6           | 7           |  |  |              |                 |              |              |              |  |

### Sezione 5
|  | Primo turno | Primo turno     | Primo turno     | Primo turno | Primo turno |  |  | Ultimo turno | Ultimo turno    | Ultimo turno    | Ultimo turno    | Ultimo turno |  |
|  |             |                 |                 |             |             |  |  |              |                 |                 |                 |              |  |
|  | 5           | Bernarda Pera   | Bernarda Pera   | 2           | 0           |  |  |              |                 |                 |                 |              |  |
|  |             | Claire Liu      | Claire Liu      | 6           | 6           |  |  |              | Claire Liu      | Claire Liu      | Claire Liu      |              |  |
|  |             | Diane Parry     | Diane Parry     | 4           | 4           |  |  | 9            | Magdalena Fręch | Magdalena Fręch | Magdalena Fręch | w/o          |  |
|  | 9           | Magdalena Fręch | Magdalena Fręch | 6           | 6           |  |  |              |                 |                 |                 |              |  |

### Sezione 6
|  | Primo turno | Primo turno      | Primo turno      | Primo turno | Primo turno |  |  | Ultimo turno | Ultimo turno    | Ultimo turno | Ultimo turno | Ultimo turno |  |
|  |             |                  |                  |             |             |  |  |              |                 |              |              |              |  |
|  | 6           | Lucia Bronzetti  | 6                | 1           | 6           |  |  |              |                 |              |              |              |  |
|  | Alt         | Rebecca Marino   | 4                | 6           | 2           |  |  | 6            | Lucia Bronzetti | 4            | 7            | 4            |  |
|  |             | Tamara Korpatsch | Tamara Korpatsch | 67          | 1           |  |  | Alt          | Ashlyn Krueger  | 6            | 5            | 6            |  |
|  | Alt         | Ashlyn Krueger   | Ashlyn Krueger   | 7           | 6           |  |  |              |                 |              |              |              |  |

### Sezione 7
|  | Primo turno | Primo turno      | Primo turno      | Primo turno | Primo turno |  |  | Ultimo turno | Ultimo turno     | Ultimo turno     | Ultimo turno | Ultimo turno |  |
|  |             |                  |                  |             |             |  |  |              |                  |                  |              |              |  |
|  | 7           | Rebeka Masarova  | Rebeka Masarova  | 2           | 4           |  |  |              |                  |                  |              |              |  |
|  |             | Kateryna Baindl  | Kateryna Baindl  | 6           | 6           |  |  |              | Kateryna Baindl  | Kateryna Baindl  | 6            | 7            |  |
|  | WC          | Wei Sijia        | Wei Sijia        | 1           | 3           |  |  | 13           | Yanina Wickmayer | Yanina Wickmayer | 3            | 5            |  |
|  | 13          | Yanina Wickmayer | Yanina Wickmayer | 6           | 6           |  |  |              |                  |                  |              |              |  |

### Sezione 8
|  | Primo turno | Primo turno      | Primo turno      | Primo turno | Primo turno |  |  | Ultimo turno | Ultimo turno     | Ultimo turno     | Ultimo turno | Ultimo turno |  |
|  |             |                  |                  |             |             |  |  |              |                  |                  |              |              |  |
|  | 8           | Elina Avanesjan  | Elina Avanesjan  | 6           | 6           |  |  |              |                  |                  |              |              |  |
|  | WC          | Ren Yufei        | Ren Yufei        | 3           | 1           |  |  | 8            | Elina Avanesyan  | Elina Avanesyan  | 1            | 4            |  |
|  |             | Jodie Burrage    | Jodie Burrage    | 3           | 3           |  |  | 10           | Julija Putinceva | Julija Putinceva | 6            | 6            |  |
|  | 10          | Julija Putinceva | Julija Putinceva | 6           | 6           |  |  |              |                  |                  |              |              |  |